# Закрилникът
„Закрилникът“ (на английски: The Equalizer) е американски филм от 2014 г. Режисьор на филма е Антоан Фукуа.

## Сюжет
Внимание:  Текстът по-долу разкрива сюжета на произведението (или части от него)!
Дензъл Уошингтън играе бивш ĸомандос, ĸойто, за да живее спокоен и нормален живот, инсценира смъртта си. Налага му се да спаси младо момиче Tери, ĸоето е заплашвано от руски мафиоти. Така той застава срещу опасни руски гангстери. Неговото желание за справедливост надделява – той желае да отмъсти на тези, които се отнасят с брутално насилие ĸъм по слабите. Без да предполагат, руснаците си създават проблеми, от които няма измъкване, защото бившият командос, ще им си покаже истинското лице и ще направи, това което най-добре умее – да убива.